# Rafael Trigueros Sánchez-Rojas
Rafael Trigueros Sánchez-Rojas va ser un militar espanyol.

## Biografia
Militar professional, va arribar combatre en la Guerra del Rif enrolat en el Terç de la Legió. El juliol del 1936 —a l'esclat de la guerra civil— es trobava a Madrid, en situació de retirat de l'exèrcit i amb el rang de capità. Va tornar al servei militar, integrant-se més tard a l'Exèrcit Popular de la República.
Al març de 1937 va ser nomenat comandant de la 81a Brigada Mixta, al front de Terol, ja que va retenir durant el període de formació de la unitat. Posteriorment també ostentaria breument el comandament de la 214a Brigada Mixta. A la fi d'agost de 1937 va ser designat comandant de la 68a Divisió, en fase de formació a Manzanares. Posteriorment va prendre part en la batalla de Terol al capdavant de la seva unitat. Com a reconeixement pel bon comportament de la seva divisió Trigueros seria ascendit, assolint el rang de tinent coronel. L'abril del 1938 se li va lliurar el comandament del X Cos d'Exèrcit, càrrec que va ostentar durant algun temps.
Després del final de la contesa seria encausat pel Tribunal per a la Repressió del Maçoneria i el Comunisme.